# Alpi Cozie
Le Alpi Cozie sono una sezione della catena alpina che interessa l'Italia e la Francia.
Collocate lungo la catena principale alpina, dal punto di vista orografico, insieme alle Marittime e alle Graie con la loro cresta segnano inoltre il confine tra Italia e Francia, prendendo il nome dell'antico regnante locale Cozio; nell'Alto Impero costituirono una provincia romana col nome di Alpes Cottiae. Secondo la Partizione delle Alpi, e secondo i testi recenti su questa basati, fanno parte delle Alpi Occidentali; secondo la SOIUSA, invece, appartengono alle Alpi Sud-Occidentali.

## Caratteristiche

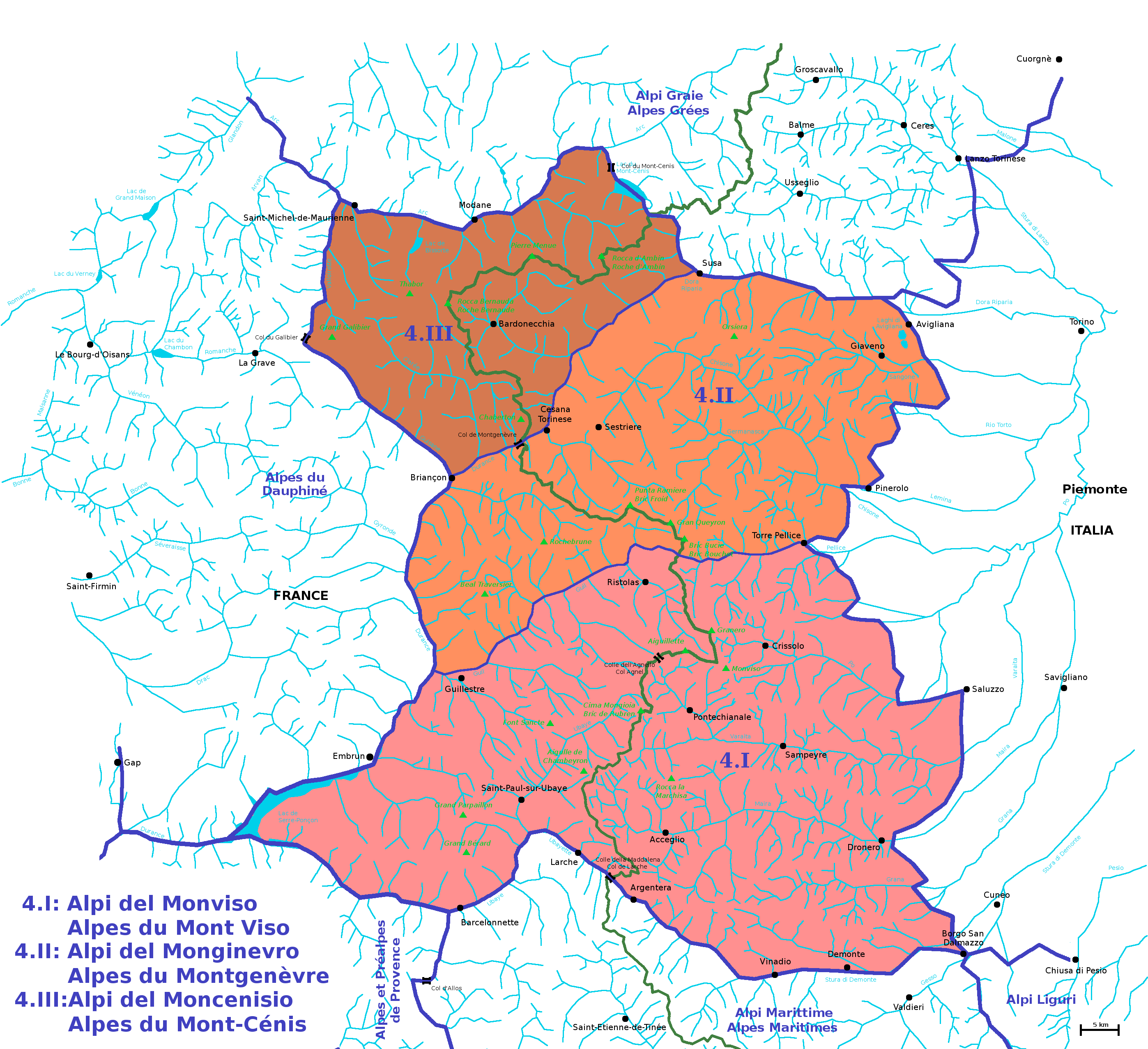
Carta schematica della sezione Alpi Cozie con evidenziate le tre sottosezioni: Alpi del Monviso (4.I), Alpi del Monginevro (4.II), Alpi del Moncenisio (4.III)

In Italia interessano la regione Piemonte ed in Francia i dipartimenti della Savoia, delle Alte Alpi e delle Alpi dell'Alta Provenza. A sud, il Colle della Maddalena (o Col de Larche - 1996 m) separa le Alpi Cozie dalle Alpi Marittime, a nord il Colle del Moncenisio (2084 m) le separa dalle Alpi Graie; ad ovest il Colle del Galibier (2647 m) le separa dalle Alpi del Delfinato.

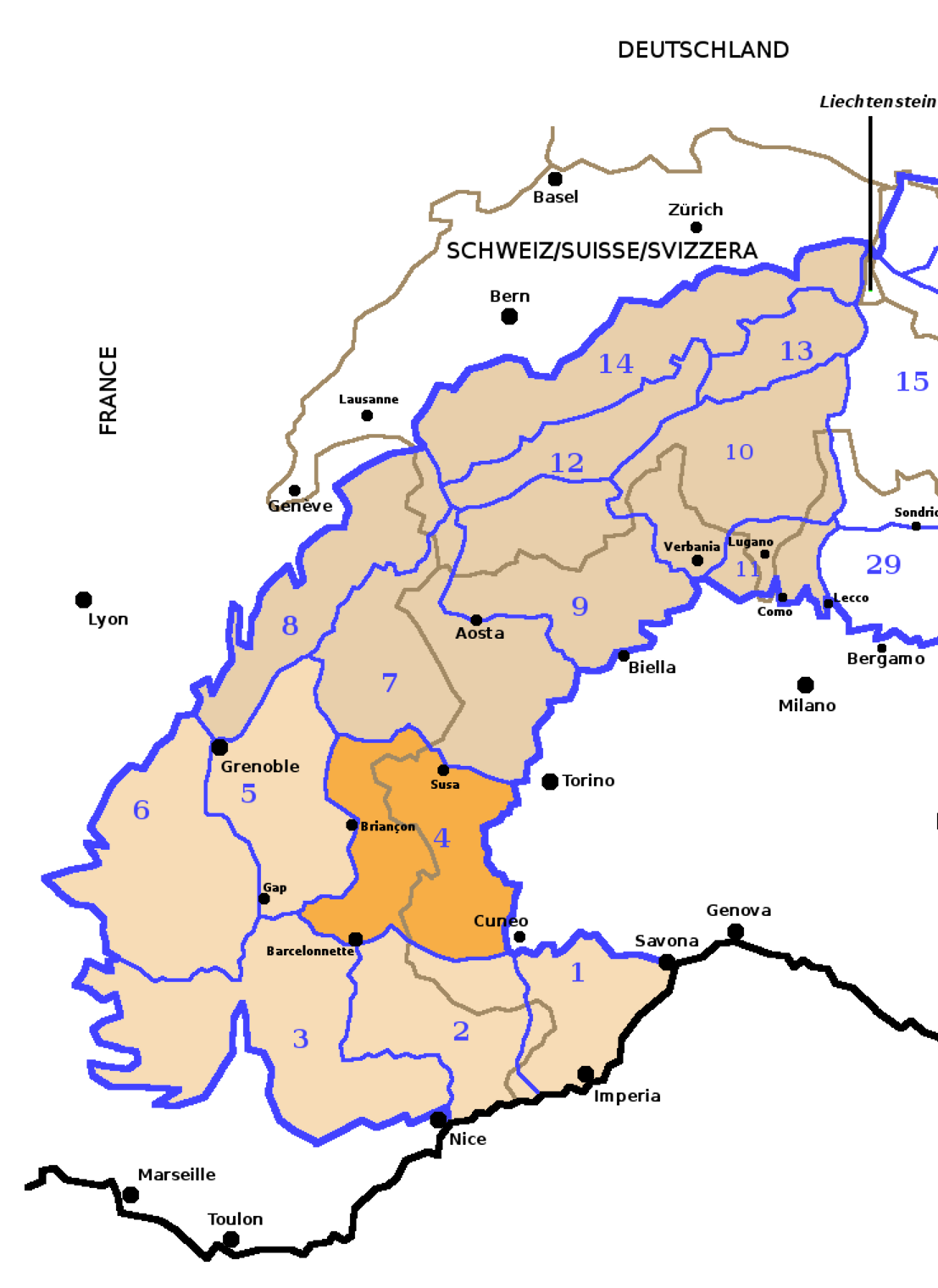
Le Alpi Cozie (sezione n. 4) all'interno delle Alpi Occidentali.

La vetta più alta di questo tratto alpino è il Monviso (3841 m); altre vette importanti, da sud verso nord, sono l'Aiguille de Chambeyron (3409 m), il Pic de Rochebrune (3325 m), la Punta Ramiere (o Bric Froid - 3303 m), il Monte Chaberton (3131 m) e il Pierre Menue (o Aiguille de la Scolette - 3505 m).
Tra le vette delle Alpi Cozie si aprono diversi importanti passi, tra cui il Colle della Maddalena (o Col de Larche - 1996 m), il Colle dell'Agnello (2748 m, il più alto valico alpino internazionale, che collega l'Italia con la Francia), il Colle del Monginevro (1854 m), il Colle della Scala (1778 m, il più basso valico stradale delle Alpi Occidentali, che collega l'Italia con la Francia), il Colle del Sestriere (2035 m, l'unico valico i cui versanti sono in territorio piemontese, che si eleva al centro delle cosiddette "Valli Olimpiche") ed il Colle del Moncenisio (2084), che con il Trattato di Parigi del 1947 fu annesso totalmente al territorio savoiardo; sotto il massiccio del Frejus sono stati scavati i due trafori del Frejus (ferroviario e autostradale).
Dalle Alpi Cozie nascono i seguenti fiumi: dal versante italiano nasce il Po ed alcuni dei suoi affluenti (principalmente la Dora Riparia, il Pellice, il Varaita, il Maira, il Grana, il Chisone e la Stura di Demonte); dal versante francese nascono principalmente l'Ubaye, la Durance e l'Arc.

## Classificazione e suddivisione
Generalmente sono individuate in modo univoco dalle varie classificazioni del sistema alpino, e in particolare dalla Partizione delle Alpi e dalla Suddivisione Orografica Internazionale Unificata del Sistema Alpino (SOIUSA).
Al loro interno vengono generalmente suddivise in:
- Alpi Cozie meridionali o Alpi del Monviso
- Alpi Cozie centrali o Alpi del Monginevro
- Alpi Cozie settentrionali o Alpi del Moncenisio

La classificazione SOIUSA parla delle seguenti sottosezioni composte dai seguenti supergruppi:
- Alpi del Monviso:
  - Gruppo del Chambeyron (in senso ampio)
  - Catena del Parpaillon
  - Gruppo del Monviso (in senso ampio)
- Alpi del Monginevro:
  - Catena Bucie-Grand Queyron-Orsiera
  - Catena Bric Froid-Rochebrune-Beal Traversier
- Alpi del Moncenisio:
  - Catena Chaberton-Tabor-Galibier
  - Catena Bernauda-Pierre Menue-Ambin

## Vette

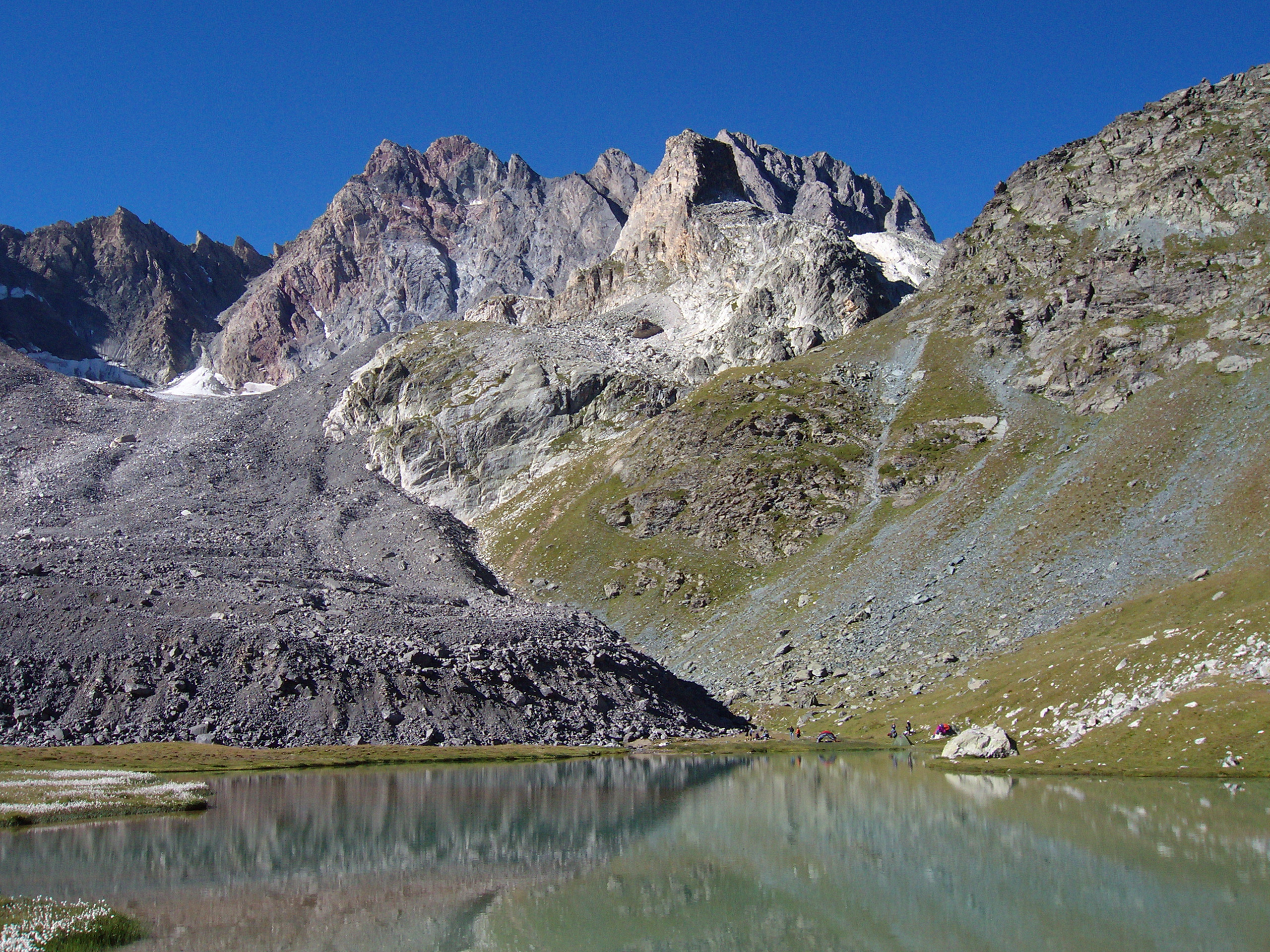
Aiguille de Chambeyron

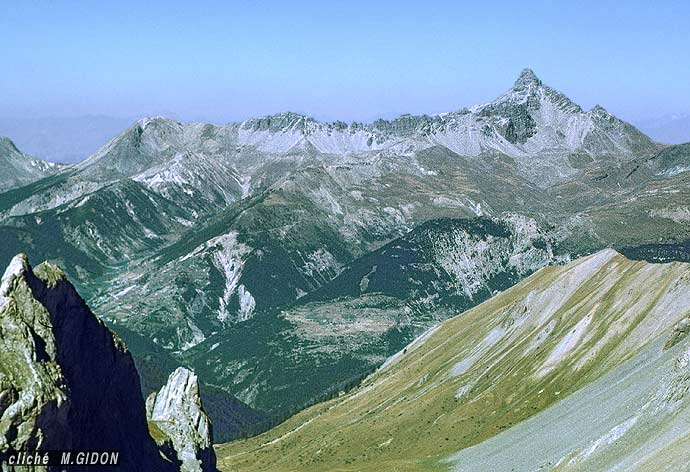
Pic de Rochebrune

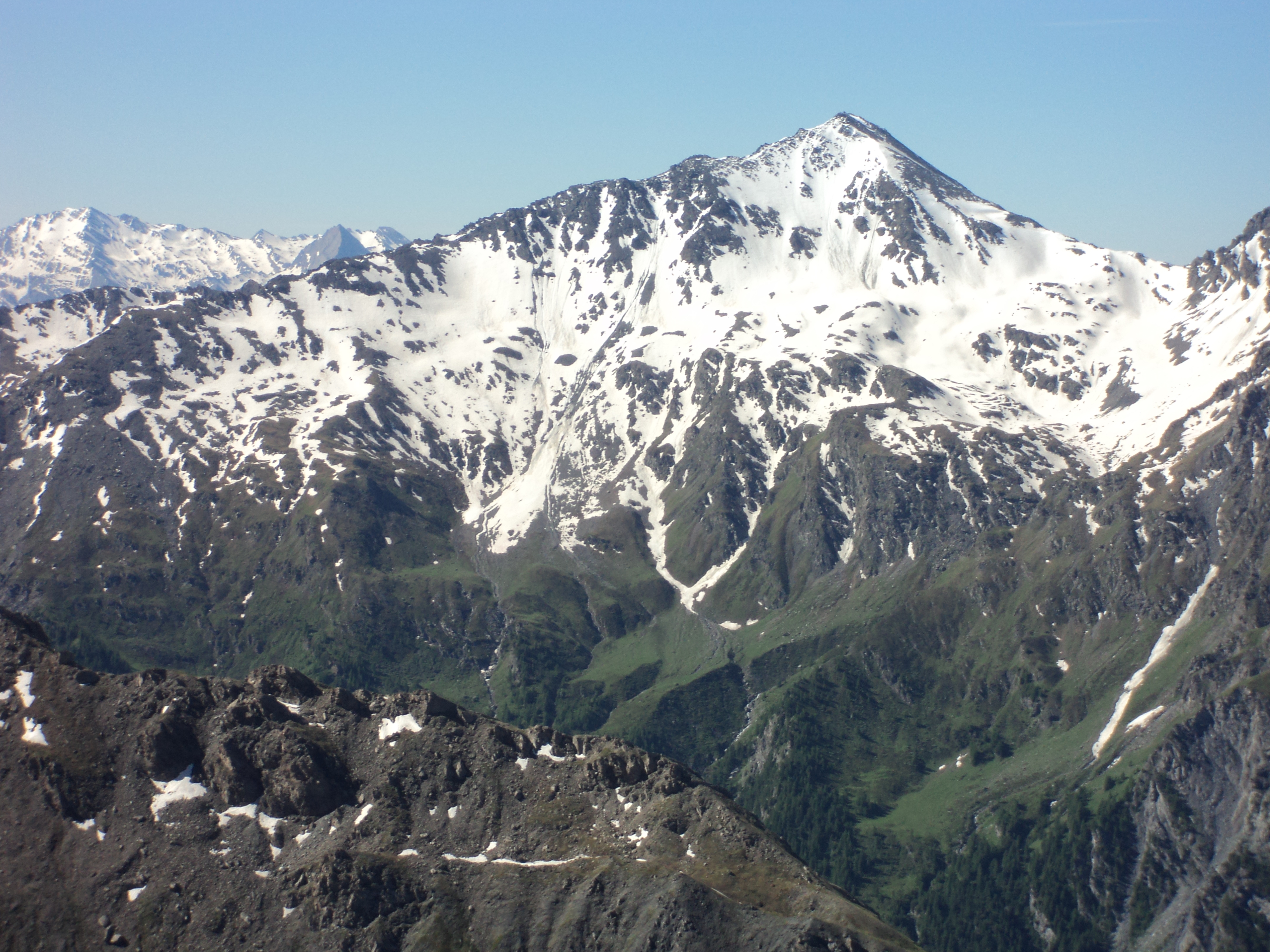
Punta Ramiere

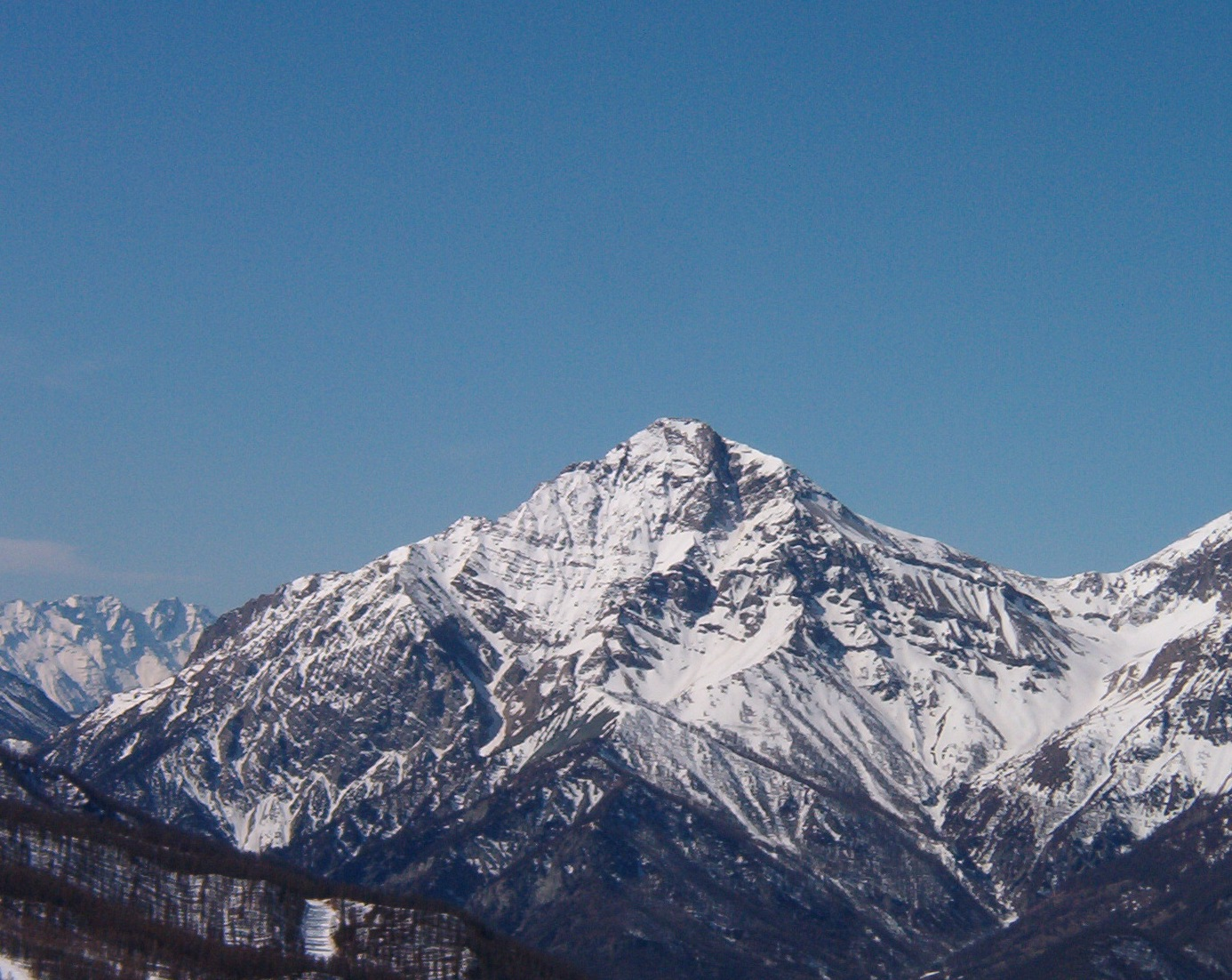
Monte Chaberton

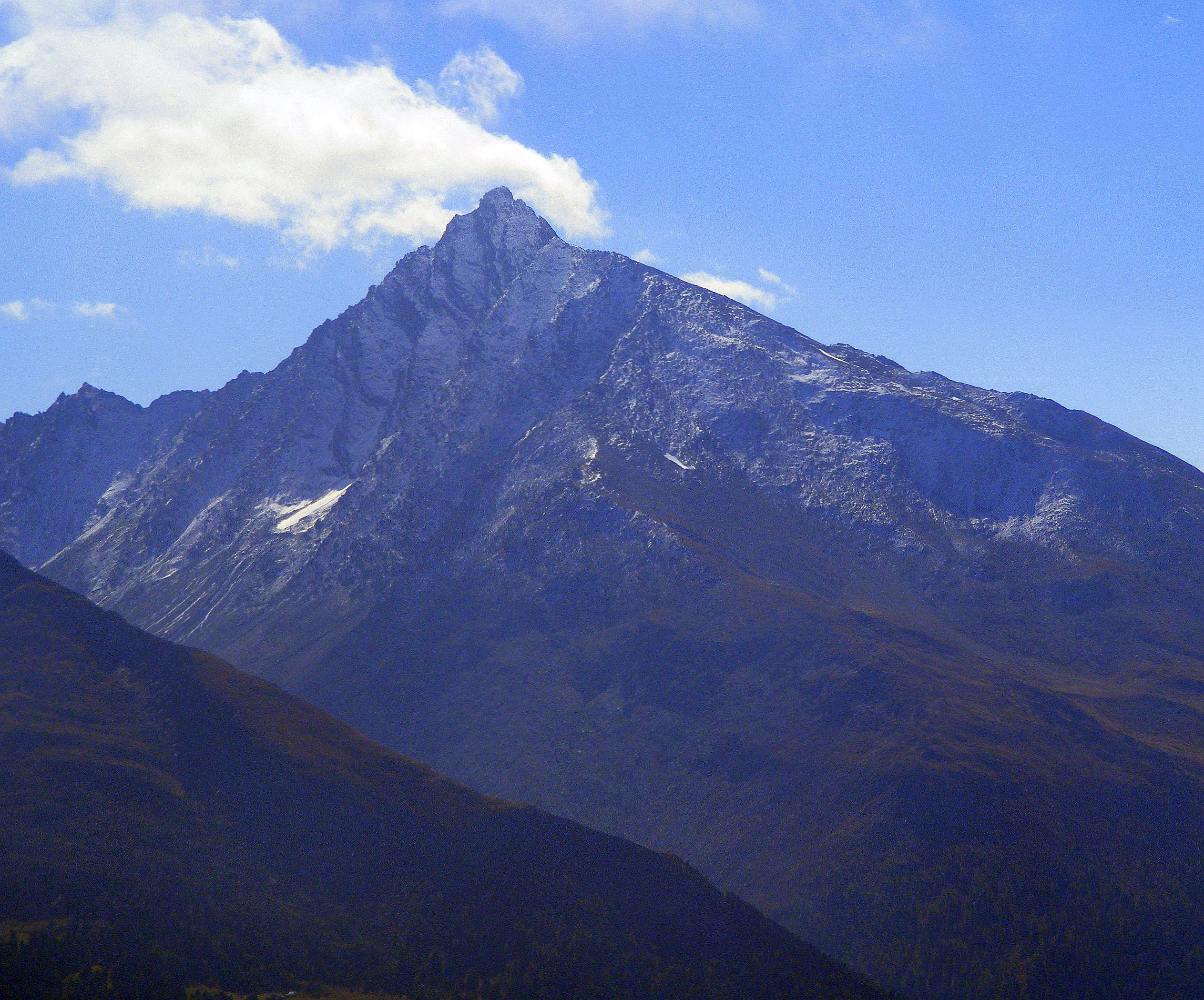
Pierre Menue

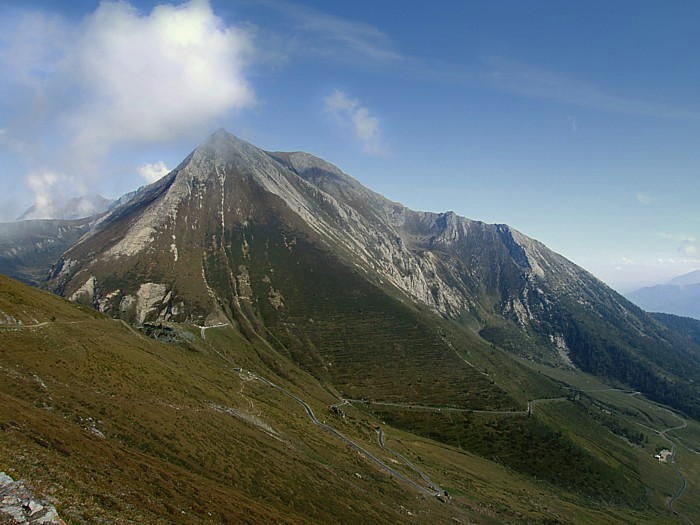
Monte Orsiera

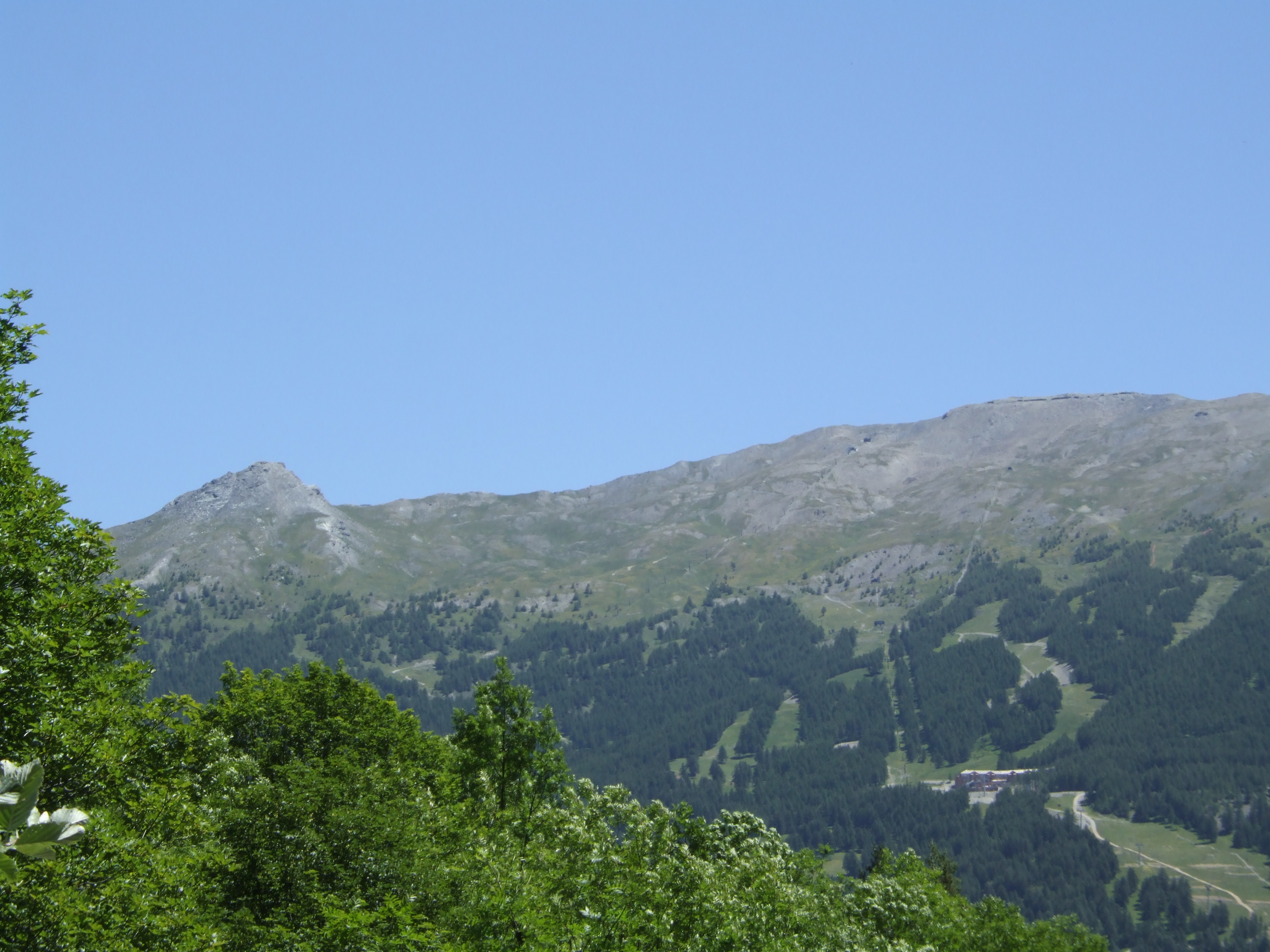
Monte Jafferau

Le vette principali delle Alpi Cozie sono:
| Monte                                     | Altezza | sottosezione        | supergruppo                                  |
| ----------------------------------------- | ------- | ------------------- | -------------------------------------------- |
| Monviso                                   | 3 841   | Alpi del Monviso    | Gruppo del Monviso (in senso ampio)          |
| Viso di Vallanta                          | 3 752   | Alpi del Monviso    | Gruppo del Monviso (in senso ampio)          |
| Pierre Menue o Aiguille de Scolette       | 3 506   | Alpi del Moncenisio | Catena Bernauda-Pierre Menue-Ambin           |
| Aiguille de Chambeyron                    | 3 412   | Alpi del Monviso    | Gruppo del Chambeyron (in senso ampio)       |
| Brec de Chambeyron                        | 3 388   | Alpi del Monviso    | Gruppo del Chambeyron (in senso ampio)       |
| Pics de la Font Sancte                    | 3 387   | Alpi del Monviso    | Catena del Parpaillon                        |
| Rognosa d'Etiache                         | 3 382   | Alpi del Moncenisio | Catena Bernauda-Pierre Menue-Ambin           |
| Punta Caprera                             | 3 380   | Alpi del Monviso    | Gruppo del Monviso (in senso ampio)          |
| Rocca d'Ambin                             | 3 377   | Alpi del Moncenisio | Catena Bernauda-Pierre Menue-Ambin           |
| Denti d'Ambin                             | 3 372   | Alpi del Moncenisio | Catena Bernauda-Pierre Menue-Ambin           |
| Monte Niblè                               | 3 365   | Alpi del Moncenisio | Catena Bernauda-Pierre Menue-Ambin           |
| Visolotto                                 | 3 353   | Alpi del Monviso    | Gruppo del Monviso (in senso ampio)          |
| Cima Mongioia                             | 3 340   | Alpi del Monviso    | Gruppo del Chambeyron (in senso ampio)       |
| Monte Salza                               | 3 326   | Alpi del Monviso    | Gruppo del Chambeyron (in senso ampio)       |
| Pic de Rochebrune                         | 3 324   | Alpi del Monginevro | Catena Bric Froid-Rochebrune-Beal Traversier |
| Punta Sommeiller                          | 3 321   | Alpi del Moncenisio | Catena Bernauda-Pierre Menue-Ambin           |
| Monte Giusalet                            | 3 313   | Alpi del Moncenisio | Catena Bernauda-Pierre Menue-Ambin           |
| Punta Ramiere                             | 3 303   | Alpi del Monginevro | Catena Bric Froid-Rochebrune-Beal Traversier |
| Punta Merciantaira                        | 3 293   | Alpi del Monginevro | Catena Bric Froid-Rochebrune-Beal Traversier |
| Monte Aiguillette                         | 3 287   | Alpi del Monviso    | Gruppo del Monviso (in senso ampio)          |
| Punta Rognosa di Sestriere                | 3 279   | Alpi del Monginevro | Catena Bucie-Grand Queyron-Orsiera           |
| Parrias Coupà                             | 3 261   | Alpi del Monviso    | Gruppo del Chambeyron (in senso ampio)       |
| Pic de Panestrel                          | 3 253   | Alpi del Monviso    | Catena del Parpaillon                        |
| Grand Galibier                            | 3 242   | Alpi del Moncenisio | Catena Chaberton-Tabor-Galibier              |
| Péouvou                                   | 3 231   | Alpi del Monviso    | Gruppo del Chambeyron (in senso ampio)       |
| Rocca Bernauda                            | 3 225   | Alpi del Moncenisio | Catena Bernauda-Pierre Menue-Ambin           |
| Pic d'Asti                                | 3 219   | Alpi del Monviso    | Gruppo del Monviso (in senso ampio)          |
| Pic du Pelvat                             | 3 218   | Alpi del Monviso    |                                              |
| Punta Gastaldi                            | 3 214   | Alpi del Monviso    | Gruppo del Monviso (in senso ampio)          |
| Pointe Haute de Mary                      | 3 212   | Alpi del Monviso    | Gruppo del Chambeyron (in senso ampio)       |
| Buc de Nubiera                            | 3 211   | Alpi del Monviso    | Gruppo del Chambeyron (in senso ampio)       |
| Pan di Zucchero                           | 3 208   | Alpi del Monviso    | Gruppo del Monviso (in senso ampio)          |
| Pic du Thabor                             | 3 204   | Alpi del Moncenisio | Catena Chaberton-Tabor-Galibier              |
| Cresta della Taillante                    | 3 197   | Alpi del Monviso    | Gruppo del Monviso (in senso ampio)          |
| Monte Thabor                              | 3 182   | Alpi del Moncenisio | Catena Chaberton-Tabor-Galibier              |
| Roc della Niera o Tete des Toillies       | 3 177   | Alpi del Monviso    | Gruppo del Chambeyron (in senso ampio)       |
| Monte Granero                             | 3 170   | Alpi del Monviso    | Gruppo del Monviso (in senso ampio)          |
| Punta Clairy o Signal du Petit Mont-Cenis | 3 163   | Alpi del Moncenisio | Catena Bernauda-Pierre Menue-Ambin           |
| Rocce Fourioun                            | 3 153   | Alpi del Monviso    | Gruppo del Monviso (in senso ampio)          |
| Monte Chaberton                           | 3 135   | Alpi del Moncenisio | Catena Chaberton-Tabor-Galibier              |
| Oronaye o Tête de Moyse                   | 3 110   | Alpi del Monviso    | Gruppo del Chambeyron (in senso ampio)       |
| Monte Meidassa                            | 3 105   | Alpi del Monviso    | Gruppo del Monviso (in senso ampio)          |
| Pointe des Cerces                         | 3 097   | Alpi del Moncenisio | Catena Chaberton-Tabor-Galibier              |
| Punta Venezia                             | 3 095   | Alpi del Monviso    | Gruppo del Monviso (in senso ampio)          |
| Rocca la Marchisa                         | 3 072   | Alpi del Monviso    | Gruppo del Chambeyron (in senso ampio)       |
| Punta Roma                                | 3 070   | Alpi del Monviso    | Gruppo del Monviso (in senso ampio)          |
| Pelvo d'Elva                              | 3 064   | Alpi del Monviso    | Gruppo del Chambeyron (in senso ampio)       |
| Rocca Bianca                              | 3 064   | Alpi del Monviso    | Gruppo del Chambeyron (in senso ampio)       |
| Grand Queyron                             | 3 060   | Alpi del Monginevro | Catena Bucie-Grand Queyron-Orsiera           |
| Monte Losetta                             | 3 054   | Alpi del Monviso    | Gruppo del Monviso (in senso ampio)          |
| Monte Politri                             | 3 026   | Alpi del Monginevro | Catena Bucie-Grand Queyron-Orsiera           |
| Grand Bérard                              | 3 046   | Alpi del Monviso    | Catena del Parpaillon                        |
| Monte Albergian                           | 3 041   | Alpi del Monginevro | Catena Bucie-Grand Queyron-Orsiera           |
| Bric Ghinivert                            | 3 037   | Alpi del Monginevro | Catena Bucie-Grand Queyron-Orsiera           |
| Monte Barifreddo                          | 3 028   | Alpi del Monginevro | Catena Bucie-Grand Queyron-Orsiera           |
| Monte Chersogno                           | 3 026   | Alpi del Monviso    | Gruppo del Chambeyron (in senso ampio)       |
| Monte Pelvo o Pic de Caramantran          | 3 025   | Alpi del Monviso    | Gruppo del Chambeyron (in senso ampio)       |
| Punta Udine                               | 3 022   | Alpi del Monviso    | Gruppo del Monviso (in senso ampio)          |
| Viso Mozzo                                | 3 019   | Alpi del Monviso    | Gruppo del Monviso (in senso ampio)          |
| Bric Bucie                                | 2 998   | Alpi del Monginevro | Catena Bucie-Grand Queyron-Orsiera           |
| Grand Parpaillon                          | 2 990   | Alpi del Monviso    | Catena del Parpaillon                        |
| Pic du Béal Traversier                    | 2 910   | Alpi del Monginevro | Catena Bric Froid-Rochebrune-Beal Traversier |
| Pointe des Marcelettes                    | 2 909   | Alpi del Monviso    | Gruppo del Chambeyron (in senso ampio)       |
| Pic du Malrif                             | 2 906   | Alpi del Monviso    |                                              |
| Monte Oserot                              | 2 860   | Alpi del Monviso    | Gruppo del Chambeyron (in senso ampio)       |
| Monte Orsiera                             | 2 890   | Alpi del Monginevro | Catena Bucie-Grand Queyron-Orsiera           |
| Punta Cornour                             | 2 868   | Alpi del Monginevro | Catena Bucie-Grand Queyron-Orsiera           |
| Rocca la Meja                             | 2 831   | Alpi del Monviso    | Gruppo del Chambeyron (in senso ampio)       |
| Monte Jafferau                            | 2 805   | Alpi del Moncenisio | Catena Bernauda-Pierre Menue-Ambin           |

## Valichi

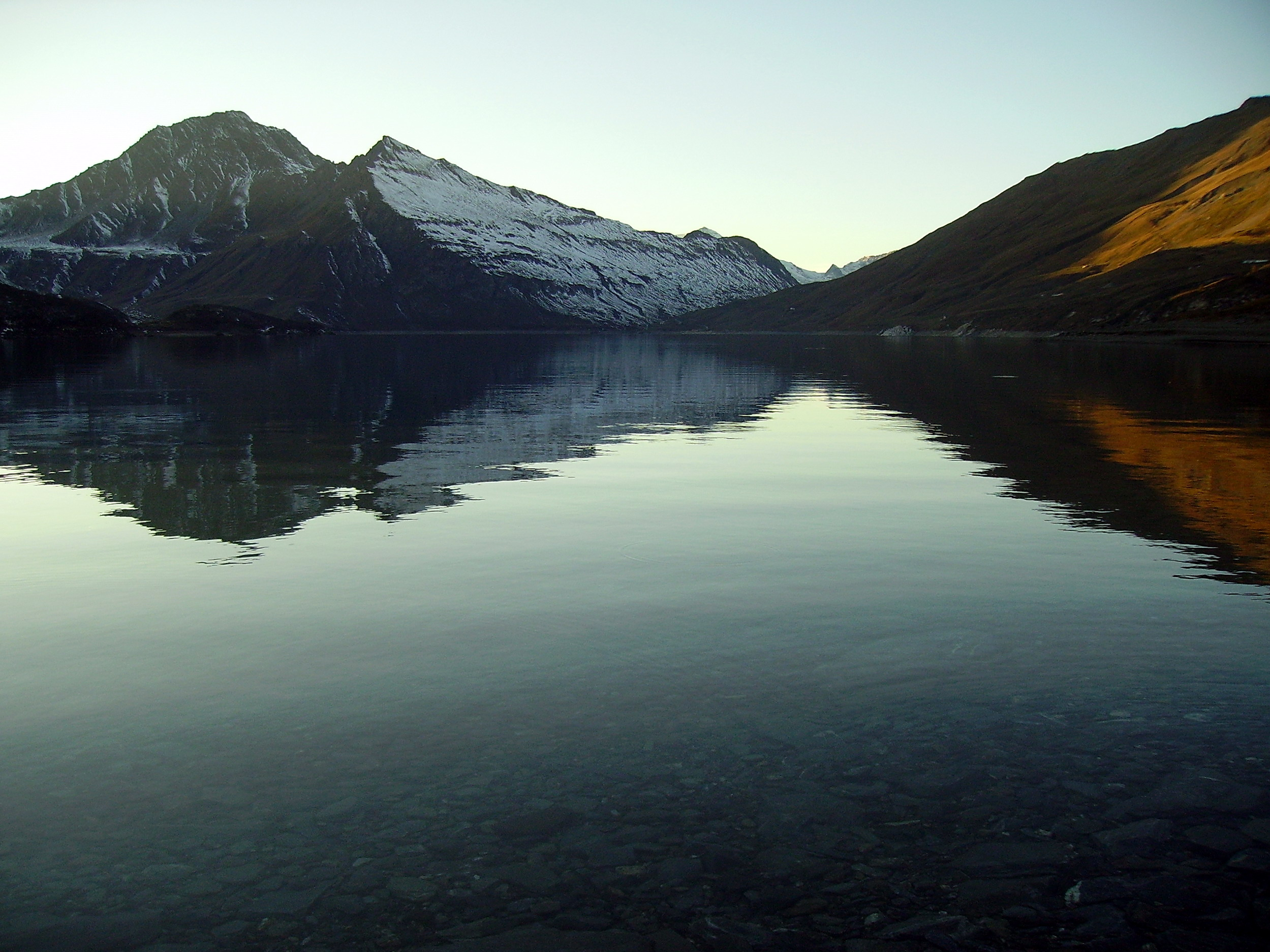
Lago del Moncenisio

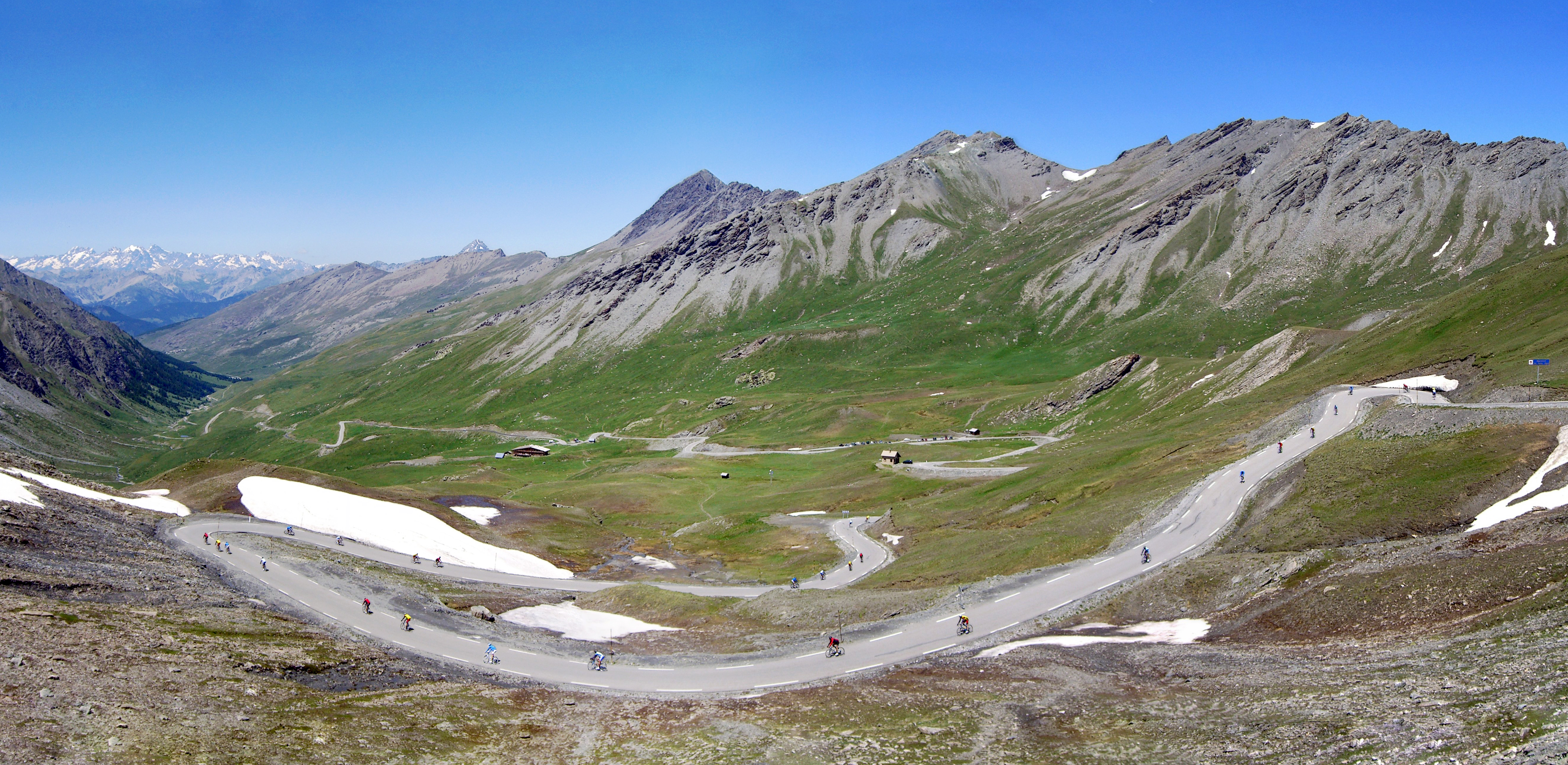
Colle dell'Agnello

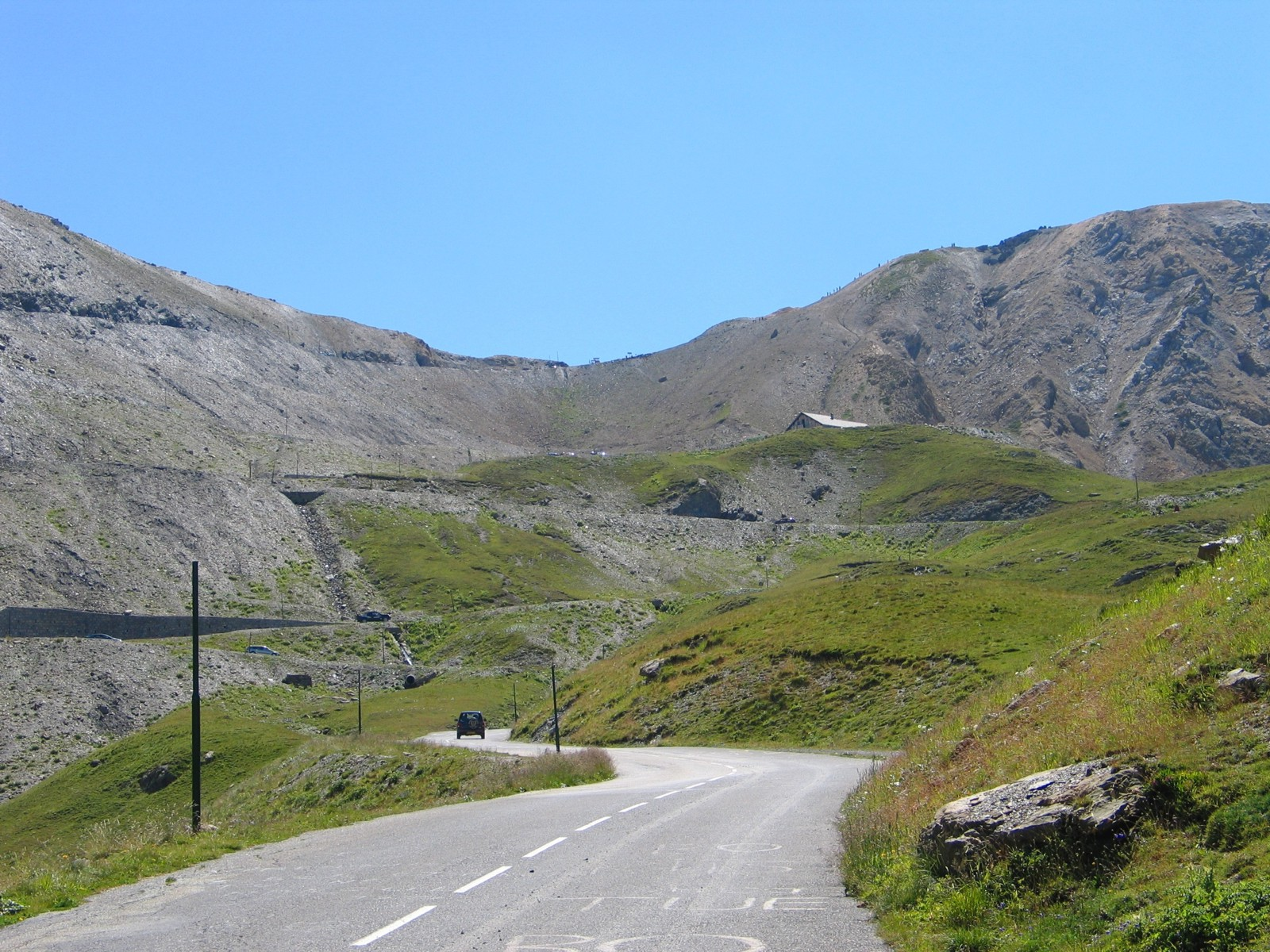
Col du Galibier

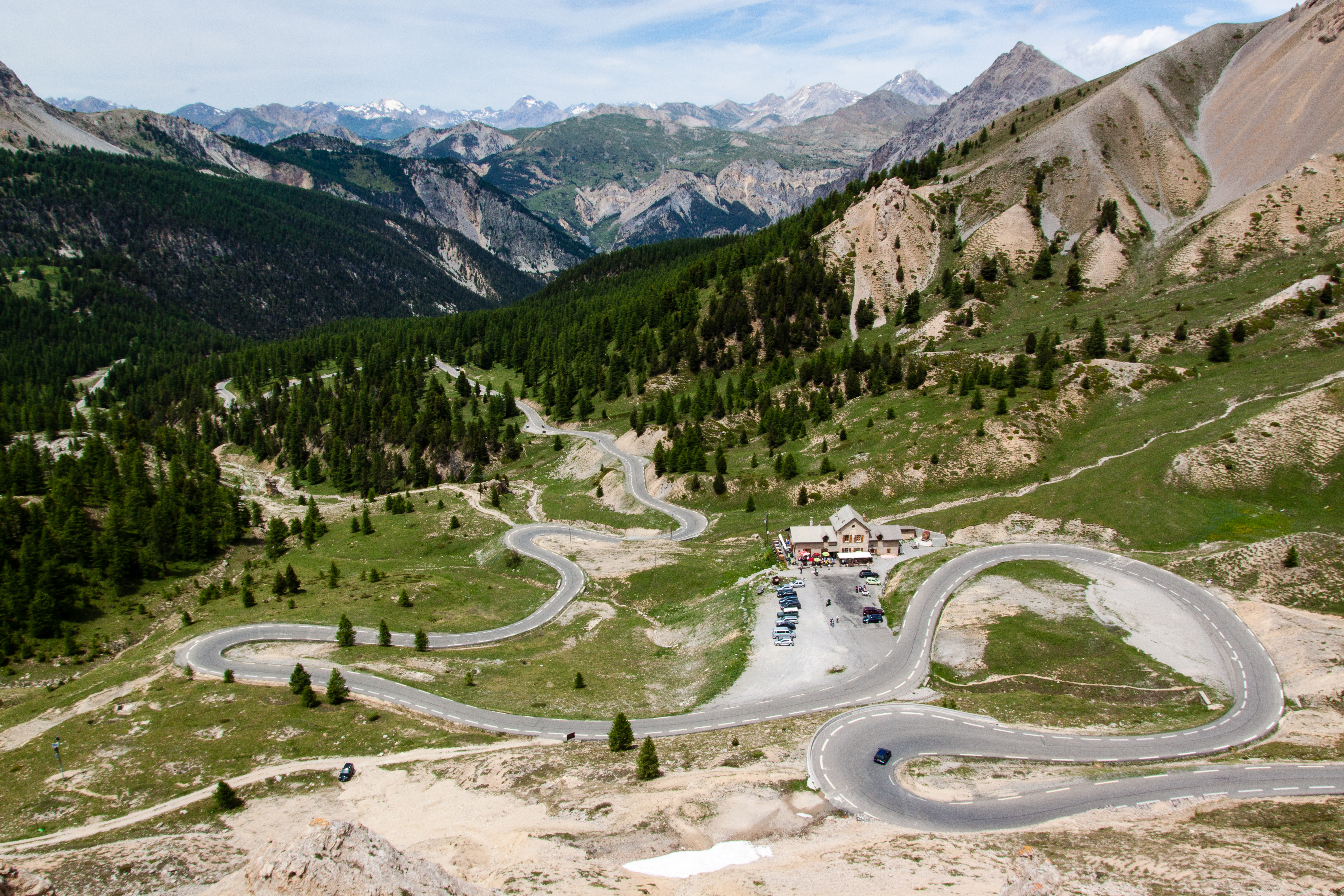
Colle dell'Izoard

I principali valichi alpini delle Alpi Cozie sono:
| nome                           | luogo                                     | tipo                      | altezza (in metri) |
| ------------------------------ | ----------------------------------------- | ------------------------- | ------------------ |
| Colle del Sommeiller           | da Bardonecchia a Bramans                 | nevaio                    | 2 962              |
| Colle delle Traversette        | da Crissolo a Ristolas ed Abriès          | sentiero difficile        | 2 950              |
| Colle d'Ambin                  | da Exilles a Bramans                      | neve e tracce di sentiero | 2 897              |
| Colle di Saint Veran           | dalla Valle Varaita al Queyras            | sentiero                  | 2 844              |
| Passo di Vallanta              | da Pontechianale a Ristolas               | sentiero                  | 2 815              |
| Colle del Parpaillon           | dalla Valle dell'Ubaye al Queyras         | sentiero                  | 2 780              |
| Colle d'Etiache                | da Bardonecchia a Bramans                 | sentiero                  | 2 787              |
| Colle dell'Agnello             | dalla Valle Varaita al Queyras            | strada                    | 2 744              |
| Colle Girardin                 | dalla valle dell'Ubaye al Queyras         | sentiero difficile        | 2 699              |
| Colle di Sautron               | dalla Valle Maira a Barcelonnette         | sentiero difficile        | 2 689              |
| Colle del Longet               | dalla valle dell'Ubaye alla Valle Varaita | sentiero                  | 2 672              |
| Colle del Maurin o Col de Mary | dalla valle dell'Ubaye alla Valle Maira   | sentiero                  | 2 654              |
| Colle d'Abriès                 | da Perosa ad Abriès                       | sentiero difficile        | 2 650              |
| Colle del Galibier             | da Saint-Michel-de-Maurienne a Briançon   | strada                    | 2 645              |
| Colle della Roue               | da Bardonecchia a Modane                  | mulattiera                | 2 566              |
| Colle del Fréjus               | da Bardonecchia a Modane                  | strada sterrata           | 2 542              |
| Colle del Mulo                 | da Marmora a Demonte                      | strada sterrata/sentiero  | 2 527              |
| Colle dell'Urina               | da Torre Pellice a Abriès                 | sentiero                  | 2 525              |
| Colle Clapier                  | da Bramans a Susa                         | sentiero difficile        | 2 491              |
| Colle Fauniera                 | da Castelmagno a Demonte                  | strada                    | 2 481              |
| Colle dell'Izoard              | da Briançon al Queyras                    | strada                    | 2 388              |
| Colle d'Esischie               | da Castelmagno al Marmora                 | strada                    | 2 380              |
| Colle della Croce              | da Torre Pellice a Abriès                 | sentiero                  | 2 298              |
| Colle di Sampeyre              | da Sampeyre a Stroppo                     | strada                    | 2 284              |
| Colle del Piccolo Moncenisio   | da Bramans al Pianoro del Moncenisio      | sentiero difficile        | 2 184              |
| Colle delle Finestre           | da Meana di Susa a Usseaux                | strada/strada sterrata    | 2 176              |
| Colle di Vars                  | dalla Valle dell'Ubaye al Queyras         | strada                    | 2 115              |
| Colle del Moncenisio           | da Lanslebourg a Susa                     | strada                    | 2 101              |
| Colle del Lautaret             | da Grenoble a Briançon                    | strada                    | 2 058              |
| Colle del Sestriere            | da Pinerolo a Cesana Torinese             | strada                    | 2 021              |
| Colle della Maddalena          | dalla valle dell'Ubaye alla valle Stura   | strada                    | 1 991              |
| Colle del Monginevro           | da Briançon a Susa                        | strada                    | 1 854              |
| Colle della Scala              | da Briançon a Bardonecchia                | strada                    | 1 760              |

## Trafori
Nelle Alpi Cozie si trova il Buco di Viso, traforo alpino ai piedi del Monviso realizzato nel XV secolo dal Marchese di Saluzzo Ludovico II. Il traforo, il cui ingresso italiano si apre ad una quota di 2882 m s.l.m., è attualmente percorribile a piedi, ed è parte di diversi itinerari escursionistici (Giro di Viso, Grande Traversata delle Alpi, Via Alpina).
Non vi sono altri trafori di collegamento internazionale nelle Alpi Cozie con l'eccezione del traforo del Frejus.

## Valli
.

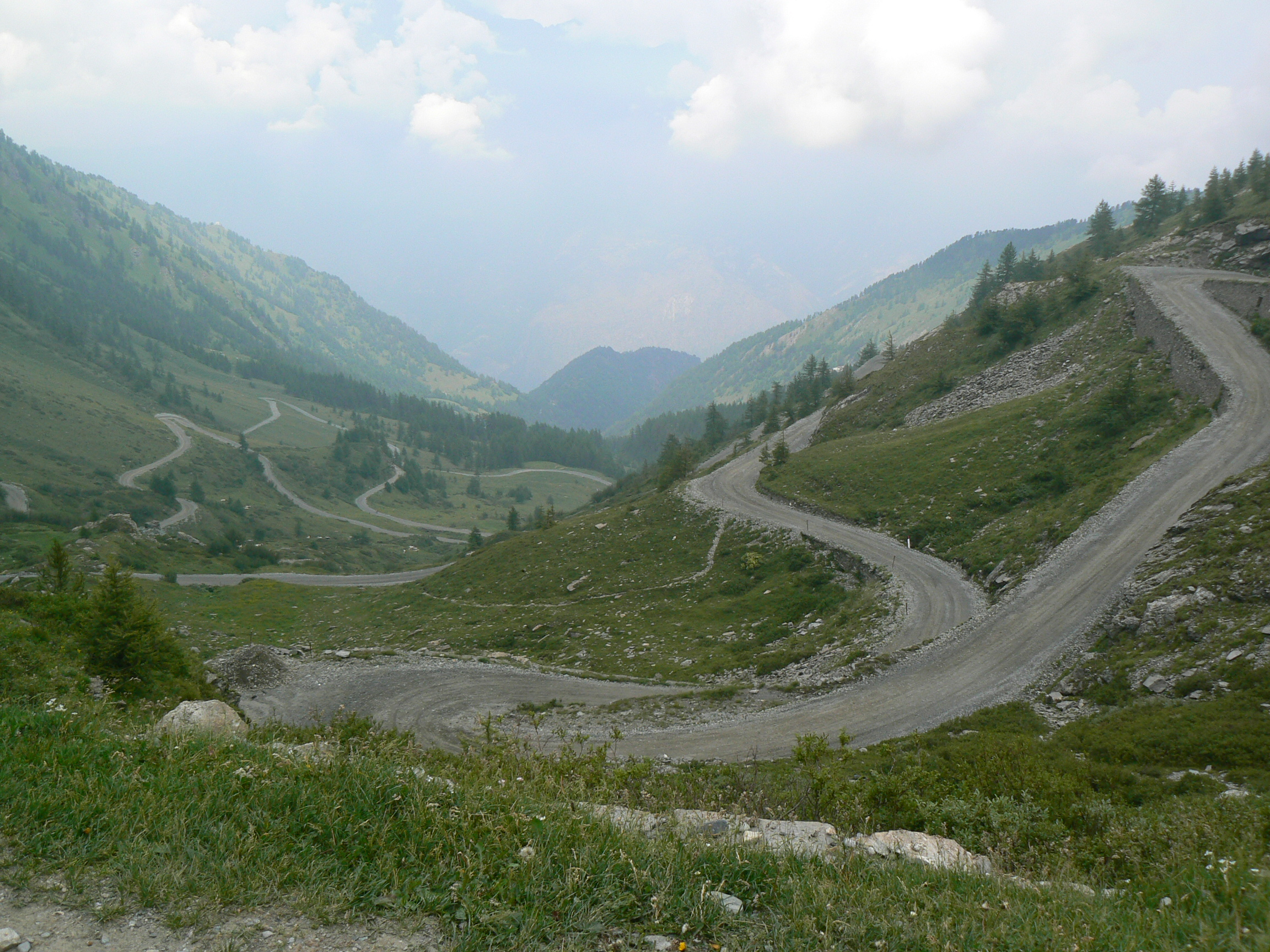
Colle delle Finestre

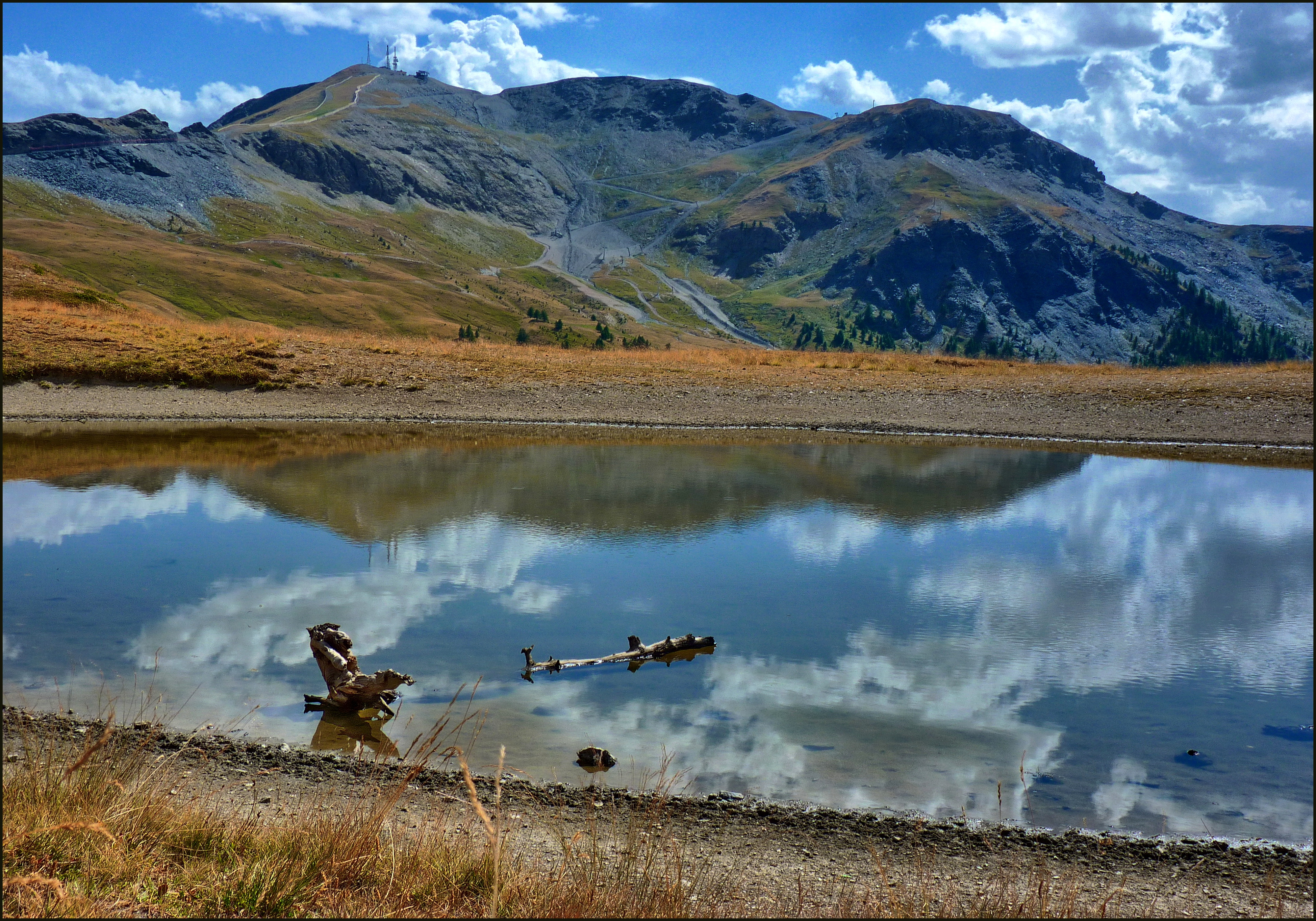
Ambiente intorno alla Strada dell'Assietta

Dalle Alpi Cozie discendono varie valli tanto dal versante italiano che francese. Le principali sono (elencate in senso orario):
- Val di Susa - percorsa dalla Dora Riparia, separa le Alpi Cozie dalle Alpi Graie
- Val Sangone - percorsa dal Sangone
- Val Chisola - percorsa dal Chisola
- Val Noce - percorsa dal Noce, il principale affluente del Chisola
- Val Chisone - percorsa dal Chisone
- Val Germanasca - percorsa dal Germanasca, il principale affluente del Chisone
- Val Pellice - percorsa dal Pellice
- Valle Infernotto - percorsa dall'Infernotto (a valle denominato Ghiandone)
- Valle Po - percorsa dal fiume Po
- Valle Varaita - percorsa dal Varaita
- Valle Maira - percorsa dal Maira
- Valle Stura di Demonte - percorsa dalla Stura di Demonte, separa le Alpi Cozie dalle Alpi Marittime
- Valle dell'Ubaye - percorsa dall'Ubaye, separa le Alpi Cozie dalle Alpi Marittime
- Queyras - percorsa dal Guil
- Briançonnais - percorsa dalla Durance
- Maurienne - percorsa dal fiume Arc.